# Линицкий, Леонид Леонидович
Лини́цкий Леони́д Леони́дович (8 [21] июля 1900 — 25 января 1954) — советский разведчик, полковник, ветеран Гражданской, Первой и Второй мировых войн, врач.

## Биография

### Революция, гражданская война
Линицкий Леонид Леонидович родился 8 (21) июля 1900 года в городе Ахтырке Харьковской губернии в семье офицера пограничной стражи.
В начале 1917 года в возрасте шестнадцати лет из седьмого класса гимназии Леонид Линицкий добровольцем уходит в действующую армию. После подготовки в учебной команде получает звание младшего унтер-офицера и попадает на фронт. Затем он активный участник срыва митинга, на котором должен был выступать Керенский. Его арестовывают и приговаривают к смертной казни, но суд решает отправить его в штрафной полк. В октябре 1917 года Линицкий добивается отпуска и уезжает домой.
Во время оккупации Украины немцами в 1918 году Линицкий участвовал в диверсионной работе, был ранен. После выздоровления поступил на математический факультет Харьковского университета, но после первого курса уходит в Красную Армию. В августе 1919 года он снова ранен, комиссия признала его негодным к воинской службе, но через год Линицкий, подлечившись, снова идет на фронт, в разведотделе 13-й армии. И снова ранение, но теперь уже тяжёлое и плен. Белые принимают его за своего (при себе у него нет документов) и отправляют вначале в Севастополь, а потом вместе с эвакуирующейся армией Врангеля в Константинополь.

### Югославия
После Стамбула Линицкий попадает в Югославию. Идет работать на стройку, потом на фабрику, где встречается со своей будущей женой Екатериной Фёдоровной. В 1927 году его увольняют за организацию забастовки. Ему удается поступить в медицинский институт, который он окончил в 1931 году. Занимается частной практикой и все время ищет возможности связаться с советской разведкой. Наконец это удаётся, и он становится агентом ИНО ОГПУ, успешно работает, создав свою разведывательную группу.
В 1933 году вступает в Белградское отделение галлиполийцев, в январе 1934 года становится действительным членом правления, в ноябре секретарём. Теперь он обладает всей полнотой информации IV отдела РОВС. Созданная им резидентура практически полностью контролировала деятельность белоэмигрантских организаций в Югославии.
В 1935 году Линицкий был арестован югославской тайной полицией по подозрению в сотрудничестве с советской разведкой (сдал один из его подчиненных). К арестованным применялись пытки. Но следствию и суду так и не удалось установить связь группы Линицкого с советской разведкой.
Отбыв трёхлетний срок и избежав террористического акта (о котором вовремя узнает советская разведка), в 1938 году он на частном самолёте был вывезен из страны и через несколько дней оказался в Москве.

### Великая Отечественная война
В Москве Линицкий узнаёт, что его мать была расстреляна по ложному обвинению в шпионаже в пользу Польши. Ему предлагают уехать в Харьков, где проживала его семья и работать врачом. Он нашел место врача во 2-й городской больнице, затем в военном госпитале. Уйдя из разведки, Линицкий начал борьбу за реабилитацию матери, и ему это удалось. В 1940 году его мать была реабилитирована (посмертно).
С начала войны Леонид Линицкий работает в одном из тыловых госпиталей. Он пишет письмо Павлу Судоплатову с просьбой возвратить его в разведку. Тот откликается оперативно, и вскоре Линицкий вместе с женой забрасывается в немецкий тыл.
Фрагмент из письма Линицкого Судоплатову:

Должен сказать, что не могу считать себя удовлетворенным решением моего вопроса, хотя бы и временным. Считаю, что мне, опытному и испытанному разведчику, профессиональному врачу, знакомому с радиоделом, прошедшему два курса подрывного дела, знающему парашют, мотоцикл, чекистские дисциплины, физически здоровому и закаленному, готовому к любым опасностям и испытаниям можно было бы иметь другое применение, чем в нынешнее суровое время работать военврачом тылового госпиталя, где меня окружают одни женщины и инвалиды.

Леонид Линицкий участвует в военных действиях в составе одной из диверсионно-разведывательных групп. Через некоторое время его переправляют в Югославию, где он работает до конца войны. В конце 1945 года он возвращается в Москву.

### После войны
С 1946 года Линицкий снова за границей, где работает с нелегальных позиций. Он успешно ведет разведку в разных странах — Индия, Китай и др. Работать приходилось в сложных климатических условиях, начали сказываться старые раны.
В 1954 году Линицкий скоропостижно скончался от сердечной недостаточности, выполняя задание в Китае. С воинскими почестями разведчик был похоронен в Москве на Ваганьковском кладбище. В документе, подписанном руководством внешней разведки, указывалось:

При исполнении служебных обязанностей умер наш ценный нелегальный работник полковник Линицкий Леонид Леонидович … Он отдавал себя работе полностью, ставя общественные интересы выше личных. Готов был выполнить любое задание.

## Награды
Партизанская звезда 3-й степени (1944)